# Tech 21
Tech 21 — компания-производитель педалей эффектов гитары и баса, усилителей и DI-боксов, расположенная в Нью-Джерси. Продукция Tech 21 позволяет эмулировать звук многих популярных гитарных усилителей и передавать получившийся результат непосредственно в микшерный пульт.

## Продукция

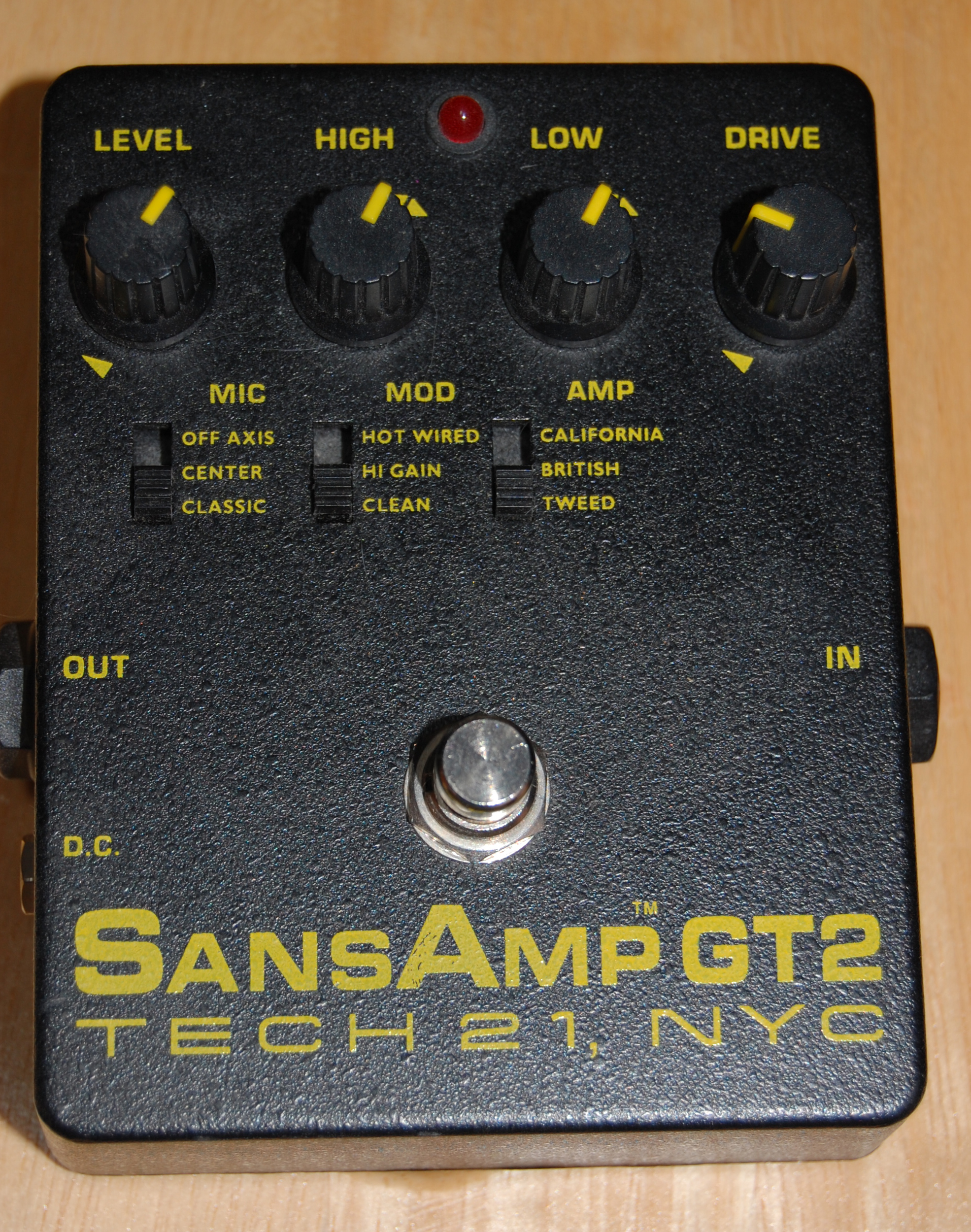
SansAmp

Основной продукт Tech 21, педаль SansAmp Classic, был разработан Эндрю Барта и представлен в 1989 году. Уникальность SansAmp заключалась в том, что он воплотил концепцию ампер-моделирования, то есть эмулировал различные усилители и позволял записывать данные прямо на микшерный пульт. Позже была выпущена целая линейка продуктов SansAmp для различных инструментов.
В число продуктов Tech 21 также входит серия Fly Rig, включающая подписные модели Гедди Ли, Ричи Коцена, Пауля Ландерса, Дуга Пинника и Стива Харриса. Компания также выпускает педали дисторшн (Tech 21 XXL, American Woman и так далее), а также ряд усилителей (комбоусилители Trademark 30, 60 и 120 для гитары, а также комбоусилители и «головы» Landmark для бас-гитары), в которых используется встроенная технология SansAmp.
Будучи предшественником технологии моделирования цифровых усилителей, компания Tech 21 использует в своих устройствах только аналоговые технологии, не применяя цифровую обработку сигналов. 

## Внешние ссылки
- Сайт Tech 21
- Интервью SOS с Эндрю Бартой
- История NAMM. Интервью с Эндрю Бартой, основателем компании 14 января 2009 г.
- История NAMM. Интервью с Дейлом Кревенсом, вице-президентом компании 25 января 2015 г.